# Björn Jilsén
Björn Erik Jilsén (* 8. Januar 1959 in Krylbo) ist ein ehemaliger schwedischer Handballtrainer und Handballspieler.
Der 1,93 m große und zu seiner aktiven Zeit 95 kg schwere linke Rückraumspieler begann bei Irsta HF mit dem Handballspiel. Dort debütierte er auch in der schwedischen Elitserien. Nachdem er 1983 mit IK Heim Schwedischer Meister geworden war, wechselte er nach Spanien zu Coronas Tres de Mayo, kehrte aber bereits im folgenden Sommer zurück. Mit Redbergslids IK gewann er 1985 seinen zweiten Titel und wurde mit 153 Treffern in 22 Spielen gemeinsam mit Sten Sjögren Torschützenkönig. 1986 verteidigte er die Meisterschaft und wurde zusätzlich zu Schwedens Handball des Jahres gewählt. Daraufhin ging er in die deutsche 2. Handball-Bundesliga zur SG Wallau/Massenheim, mit der der Aufstieg gelang. Auch seine zweite Auslandsstation beendete er nach einer Saison und kam nach Göteborg zurück. 1989 gewann er seine vierte Meisterschaft und wechselte als Spielertrainer in die Schweiz zum RTV 1879 Basel, den er in die Nationalliga A führte. Nach drei Jahren im Alpenstaat ließ er seine Karriere bei seinem Heimatverein ausklingen. Nach dem Ende seiner Spielerkarriere 1994 wurde Björn Jilsén Trainer bei der SG Wallau/Massenheim. Nach zwei Jahren verließ er Wallau/Massenheim aus familiären Gründen.
In der Schwedischen Nationalmannschaft debütierte Björn Jilsén 1982. Bei den Olympischen Spielen 1984 erreichte er den fünften Rang und wurde mit 50 Treffern Torschützenkönig. In Seoul 1988 kam er erneut auf den fünften Platz. Bei der Weltmeisterschaft 1990 schlug er im Finale überraschend die Sowjetische Mannschaft und wurde Weltmeister. Bis 1991 bestritt er 189 Länderspiele, in denen er 955 Tore erzielte.
Björn Jilséns Bruder Pär Jilsén war ebenfalls Handballnationalspieler.